# Mistrovství světa v ragby 2031
Mistrovství světa v ragby 2031 bude dvanáctý ročník světového šampionátu v rugby union. Konat se má ve Spojených státech ve druhé polovině roku 2031. Turnaj se bude poprvé konat na americkém kontinentu.

## Výběr hostitelské země
Spojené státy oficiálně oznámily, že se ucházejí o pořádání šampionátu v roce 2027 nebo 2031 v říjnu 2021. V únoru téhož roku Anglie, Wales, Skotsko a Irsko uvažovaly o společném uspořádání šampionátu v roce 2031. Jedinou nabídku ale nakonec zaslaly Spojené státy.
V dubnu 2022 zaslal prezident Joe Biden organizaci World Rugby dopis, ve kterém podpořil konání turnaje na území USA. 12. května 2022 bylo oficiálně oznámeno, že se turnaj uskuteční ve Spojených státech.

## Vývoj a přípravy

### Formát turnaje
Mistrovství světa se od roku 2027 rozšíří z dvaceti na čtyřiadvacet týmů, stejný počet účastníků bude také v roce 2031. V základní fázi budou všechny týmy rozděleny do 6 skupin po 4 týmech. Dva nejlepší týmy z každé skupiny postoupí do osmifinále. Během šesti týdnů bude odehráno celkem 51 zápasů.

### Termín
Mistrovství světa v ragby se obvykle koná od září do října. Ve Spojených státech by se tento termín překrýval se sezónou NFL a sezónou Major League Soccer. Jelikož by se většina zápasů měla hrát na stadionech NFL, MLB a MLS, mohl by se šampionát konat v létě (červen–září). Finální rozhodnutí ale zatím nebylo učiněno.

### Místo konání
Do užšího výběru pro Mistrovství světa v ragby 2031 se dostalo celkem 25 měst. Mezi města užšího výběru patří Atlanta, Austin, Baltimore, Birmingham, Boston, Charlotte, Chicago, Dallas, Denver, Houston, Kansas City, Los Angeles, Miami, Minneapolis, Nashville, New Orleans, New York City, Orlando, Philadelphia, Phoenix, Pittsburgh, San Diego, San Francisco, Seattle a Washington, D.C. Většinou se jedná o stadiony, na kterých se hrají zápasy amerického fotbalu v rámci NFL. V ostatních případech se jedná o baseballové stadiony MLB a fotbalové stadiony MLS.

## Kvalifikace
Jistou účast na turnaji má zatím pouze hostitelská země.

### Seznam kvalifikovaných týmů
| Region          | Tým | Kvalifikace | Předchozí účasti | Nejlepší výsledky |
| --------------- | --- | ----------- | ---------------- | ----------------- |
| Severní Amerika | USA | pořadatel   | 7                | Skupina           |